# رومان هيرتسوغ
رومان هيرتسوغ (بالألمانية: Roman Herzog)‏ (5 أبريل 1934 في لاندشوت - 10 يناير 2017) هو سياسي ألماني والرئيس السابع لجمهورية ألمانيا الاتحادية بين عامي 1994 و1999. اشتغل وزيراً للداخلية في ولاية بادن فورتمبيرغ من عام 1980 حتى عام 1983، ثم قاضيا في المحكمة الدستورية العليا من عام 1983 إلى غاية 1987 ثم رئيساً لهذه المحكمة ابتداءً من نفس العام إلى غاية عام 1994.

## روابط خارجية
- رومان هيرتسوغ على موقع IMDb (الإنجليزية)
- رومان هيرتسوغ على موقع الموسوعة البريطانية (الإنجليزية)
- رومان هيرتسوغ على موقع مونزينجر (الألمانية)
- رومان هيرتسوغ على موقع إن إن دي بي (الإنجليزية)